# سیارک ۱۸۹۲۳
سیارک ۱۸۹۲۳ (به انگلیسی: 18923 Jennifersass، نامگذاری:2000PC23) هجده هزار و نهصد و بیست و سومین سیارک کشف شده‌است که در ۲ اوت ۲۰۰۰ کشف شد.
قدر مطلق سیارک برابر ۱۳.۵ است.